# Autopista Los Libertadores
La Autopista Los Libertadores es una autopista chilena de peaje, que recorre las Regiones de Valparaíso y Metropolitana de Santiago, en el Valle Central de Chile, desde Santiago de Chile hasta Los Andes. Entre sus obras, destaca el Túnel Chacabuco, que cruza por debajo del Cordón de Chacabuco.
Corresponde a la Concesión Autopista Los Libertadores S.A. La Autopista cuenta con otras rutas, Ramal Monasterio, Ramal Chacabuco y Ramal San José.

## Sectores en Autopista
- Autopista VNE·Pocuro 79 km de doble calzada.
- Sector Casas de Chacabuco Túnel Chacabuco.
- By Pass Los Andes 23 km de calzada simple.
- By Pass Colina 8 km de doble calzada.
- Ramal Pocuro·San Felipe 14,47 km de calzada simple.
- Ramal San José·Lo Pinto 5,95 km de calzada simple.
- Ramal Chacabuco·El Manzano 17 km de calzada simple.

## Enlaces del Ramal Autopista VNE-Pocuro
- Hipódromo Chile.
- Autopista Vespucio Norte Express.
- kilómetro 0 Autopista VNE.

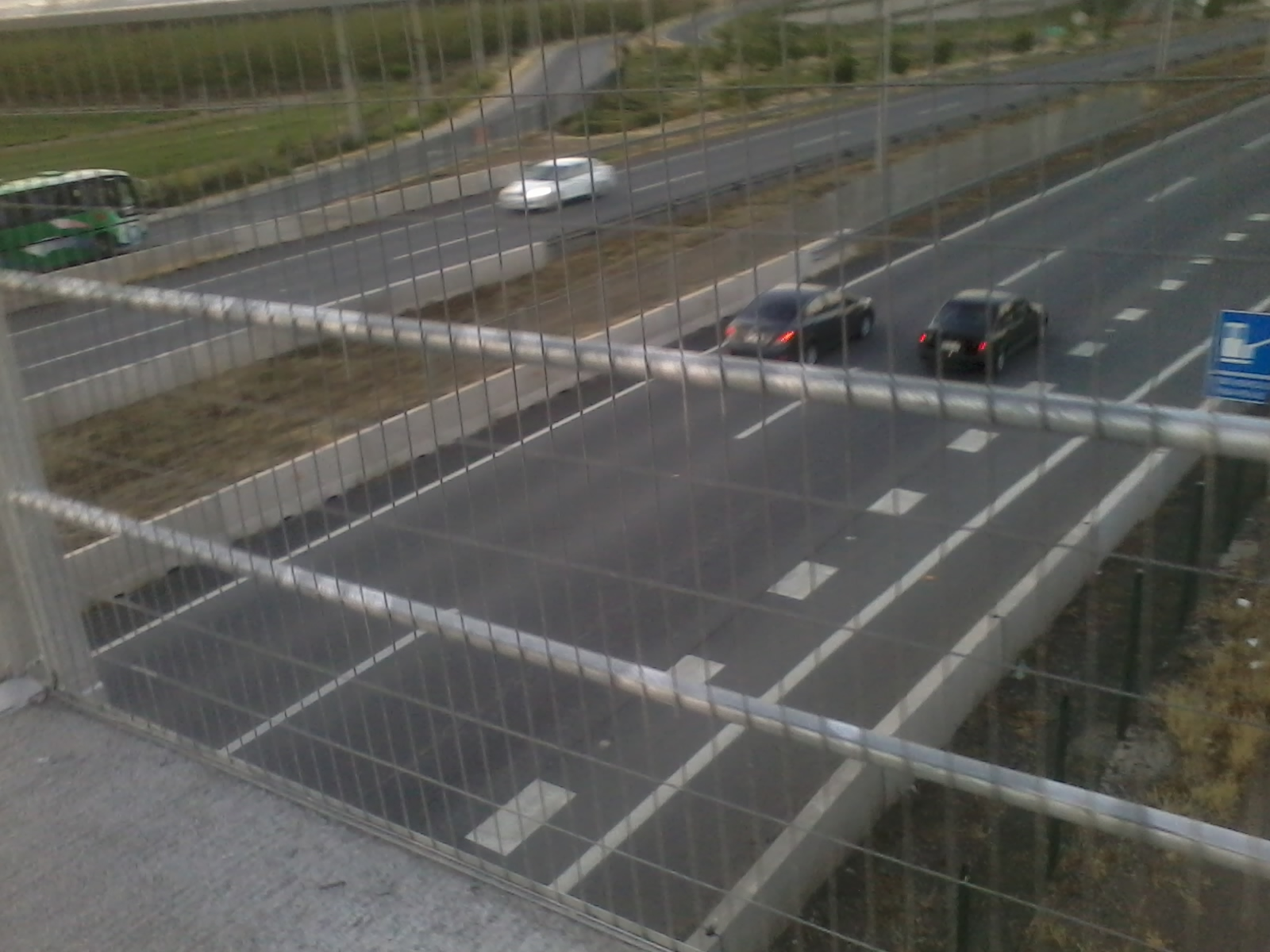
Autopista

- kilómetro 8 Las Canteras Sentido Sur-Norte.
- kilómetro 9 Autopista Nororiente Ruta CH-77 (Vitacura-Las Condes-Providencia).
- kilómetro 10 Chicureo.
- kilómetro 15 Lo Pinto-Lampa (Ruta CH-73) hasta la Autopista del Aconcagua.
- kilómetro 19 San Luis·Colina·Termas de Colina Sentido Santiago.
- kilómetro 23 Esmeralda·Termas de Colina Sentido Los Andes.
- kilómetro 28 Las Tórtolas-Brigada Lautaro.
- kilómetro 34 Quilapilún, Autopista del Aconcagua - Til Til.
- kilómetro 37 El Colorado - Ruta 5.
- kilómetro 41 Polpaico - Ruta 5
- kilómetro 42 Cuesta Chacabuco.
- kilómetro 45 Monumento a la Victoria de Chacabuco.
- kilómetro 49 Túnel Chacabuco.
- kilómetro 52 Cuesta Chacabuco.
- kilómetro 53 Casino Enjoy Santiago.
- kilómetro 57 Los Vilos, Valparaíso, San Felipe, Auco (Santuario de Santa Teresa de los Andes).
- kilómetro 60 Los Andes, Calle Larga·San Esteban Sentido Sur-Norte.
- kilómetro 66 San Vicente, Calle Larga.
- kilómetro 80 El Sauce·Los Andes·Autopista Los Andes.
- Autopista Los Andes.

## Enlaces del Ramal Pocuro-San Felipe
- Ramal Santiago de Chile-Los Andes
- kilómetro 20 Monasterio.
- Autopista Los Andes

## Plazas de Peajes
- kilómetro 8 Troncal Las Canteras.
- kilómetro 10 Lateral Chicureo.
- kilómetro 15 Lateral Ruta CH-73.
- kilómetro 19 Lateral San Luis.
- kilómetro 44 Troncal Chacabuco.

## Estaciones de Servicios en Autopista
- kilómetro 6 Pronto Copec y McDonald´s Las Canteras.

## Área de Servicio y de Descanso
- kilómetro 6 Estacionamientos (Vehículos pesados) Pronto Copec.